# Ophichthus apachus
Ophichthus apachus är en fiskart som beskrevs av Mccosker och Rosenblatt, 1998. Ophichthus apachus ingår i släktet Ophichthus och familjen Ophichthidae. IUCN kategoriserar arten globalt som otillräckligt studerad. Inga underarter finns listade i Catalogue of Life.